# Sidse Babett Knudsen
Sidse Babett Knudsen (pronuncia: /ˈsisə b̥ab̥ɛd̥ ˈkʰnusn̩/) (Copenaghen, 22 novembre 1968) è un'attrice danese.

## Biografia
Attiva sia nel cinema che a teatro e in televisione, debuttò nel 1997 con il film Let's Get Lost. Ha raggiunto fama internazionale recitando nel ruolo della politica Birgitte Nyborg nella serie televisiva Borgen - Il potere.
Nel 2016 ha vinto il Premio César per la migliore attrice non protagonista per la sua interpretazione nel film La corte.

## Filmografia parziale

### Cinema
- Den eneste ene, regia di Susanne Bier (1999)
- Dopo il matrimonio (Efter brylluppet), regia di Susanne Bier (2006)
- The Duke of Burgundy, regia di Peter Strickland (2014)
- La corte (L'Hermine), di Christian Vincent (2015)
- Aspettando il re (A Hologram for the King), regia di Tom Tykwer (2016)
- Inferno, regia di Ron Howard (2016)
- 150 milligrammi (La Fille de Brest), regia di Emmanuelle Bercot (2016)
- Club Zero, regia di Jessica Hausner (2023)
- Ehrengard - L'arte della seduzione, regia di Bille August (2023)
- Vogter, regia di Gustav Möller (2024)
- La misura del dubbio (Le Fil), regia di Daniel Auteuil (2024)
- 13 jours, 13 nuits, regia di Martin Bourboulon (2025)

### Televisione
- Borgen - Il potere (Borgen) – serie TV, 38 episodi (2010-2022)
- 1864 – miniserie TV, 6 puntate (2014)
- Westworld - Dove tutto è concesso (Westworld) – serie TV, 8 episodi (2016)
- Philip K. Dick's Electric Dreams – serie TV, episodio 1x04 (2017)
- The Accident, regia di Sandra Goldbacher – miniserie TV (2019)
- Roadkill, regia di Michael Keillor (2020)
- Ted Lasso – serie TV, episodio 2x08 (2021) - voce
- Prime Target, regia di Brady Hood – miniserie TV (2025)

## Doppiatrici italiane
Nelle versioni in italiano delle opere in cui ha recitato, Sidse Babett Knudsen è stata doppiata da:
- Alessandra Korompay in Borgen - Il potere, Westworld - Dove tutto è concesso, Philip K. Dick's Electric Dreams, I Simpson, Club Zero, Prime Target, Sons
- Roberta Pellini in Ehrengard - L'arte della seduzione, La misura del dubbio
- Marzia Dal Fabbro ne La corte
- Patrizia Burul in Inferno
- Rosalba Caramoni in Dopo il matrimonio
- Roberta Greganti in Aspettando il re

## Riconoscimenti
- Premio Bodil
  - 1998 – Migliore attrice protagonista per Let's Get Lost
  - 2000 – Migliore attrice protagonista per Den eneste ene
  - 2021 – Migliore attrice non protagonista per Kød og blod
- Premio Robert
  - 1998 – Migliore attrice protagonista per Let's Get Lost
  - 2000 – Migliore attrice protagonista per Den eneste ene
- Rouen Nordic Film Festival
  - 2006 – Migliore attrice protagonista per Dopo il matrimonio (Efter brylluppet)
- Festival della televisione di Monte Carlo
  - 2012 – Migliore attrice in una serie drammatica per Borgen - Il potere (Borgen)
- Torino Film Festival
  - 2014 – Migliore attrice per The Duke of Burgundy
- Premio César
  - 2017 – Migliore attrice non protagonista per La corte (L'Hermine)
- Premio Jussi
  - 2018 – Migliore attrice non protagonista per Ikitie
- Festival della Rosa d'oro
  - 2022 –  Performance dell'anno